# 林鵞峰
林鵞峰（1618年7月21日—1680年6月1日）名又三郎、春勝、恕，字子和、之道，号春齋、鵞峰、向陽軒，日本江戶時代前期儒學學者。
京都出身，為林羅山第三子。早年師從於那波活所，後與林羅山一起赴江戶，出仕於江戶幕府。1657年林羅山死後，繼承林家家督之位，參與幕政。1663年，因給將軍德川家綱講解五經，獲弘文院學士稱號，參與訴訟關係、幕府外交等機密事務。
林鵞峰精通日本歷史，與父親林羅山同著《日本王代一覽》、《本朝通鑑》（又名《本朝編年錄》）、《寬永諸家系圖傳》等書，還與兒子林鳳岡合著《華夷變態》，對近世日本歷史學有很大影響。他整編了林家的學塾，為後來的昌平坂学問所奠定基礎。
死後，其子林鳳岡繼任大學頭之職。
| 林鵞峰        |                          |               |
| 前任： 林羅山 | 日本大學頭 1657年—1680年 | 繼任： 林鳳岡 |